# 豪斯登堡宮

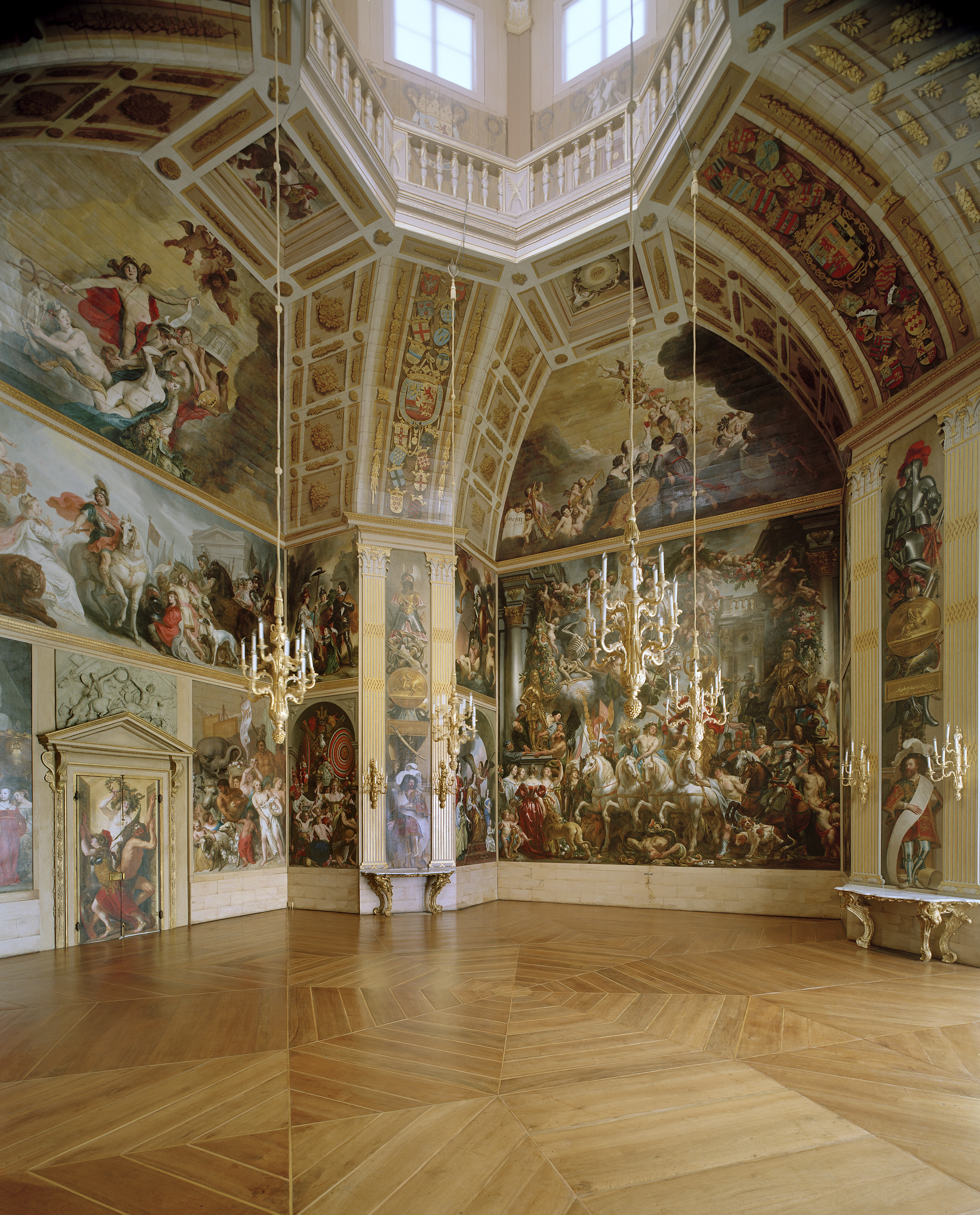
奥兰治厅

豪斯登堡宮（荷蘭語：Paleis Huis ten Bosch），是荷兰王室三大宫殿之一（另两座是阿姆斯特丹王宫和诺代恩德宫），荷蘭王室的官邸，同時也是荷蘭君主位於荷蘭海牙的住家之一；荷蘭君主的辦公地點則是安排在同樣位於海牙的諾代恩德宮。豪斯登堡宮於1645年的9月2日在經由彼得·波斯特以及雅各布·范·坎彭一同設計後開始興建，而最早委託興建者為伊莉莎白·斯圖亞特和其丈夫普法爾茨選侯腓特烈五世，但是後來兩人遭到神聖羅馬皇帝斐迪南二世的放逐。因此豪斯登堡宮在興建完成之後，反而直接轉交給荷蘭省督奥兰治亲王弗雷德里克·亨德里克以及其妻子所羅門-布朗費爾斯的艾瑪莉亞當作夏天居所使用。1647年奥兰治亲王弗雷德里克·亨德里克逝世以後，艾瑪莉亞則為了表示對於丈夫的懷念而聘請了雅各布·喬登斯、杰拉德·范·昂瑟斯特、萨洛蒙·德·布雷和揚·利文斯等著名藝術家協助裝飾宮殿，並且由丹尼爾·馬羅特設計新的飯廳。
在接下來的一個半世紀豪斯登堡宮的擁有者便不斷更換，其中包括奧蘭治-拿騷王朝、普魯士王室以及一些當地貴族，1795年法國佔領荷蘭後則將豪斯登堡宮轉交給巴達維亞共和國，其中拿破仑一世的姪子拿破仑三世在其父母擔任荷蘭國王時便曾居住其中。在荷蘭的威廉一世正式宣告成為荷蘭國王後便將豪斯登堡宮作為官邸之一，之後這個地方便成為王室幾名成員喜愛的處所。1899年，海牙和平会议在此召开。第一次世界大戰期間，荷蘭女王威廉明娜便是於豪斯登堡宮當家。但是在1940年5月第二次世界大戰爆發後德意志國防軍入侵荷蘭，威廉明娜和其他王室成員紛紛逃往英国與加拿大。儘管納粹德國政府一度計畫拆除宮殿，但是在多人反對之下並沒有真正施行，不過受到戰亂的影響使得當時豪斯登堡宮亦已經嚴重損毀而無法居住。一直到1950年至1956年後荷蘭政府才展開復原恢復工作，之後荷蘭王室也重新居住其中，另外在1981年時荷蘭首相也一度將此當作主要住所。